# Super àlgebra de Lie
En matemàtica, una  super àlgebra de Lie  és la generalització de l'àlgebra de Lie. Les super àlgebres de Lie són importants en física teòrica on s'utilitzen per a descriure la matemàtica de la supersimetria. En aquestes teories, els elements parells de la super àlgebra corresponen als bosons i els elements senars als fermions. Una super àlgebra de Lie és una àlgebra sobre un cos de característica 0 i Z₂-graduada el producte de la qual [·, ·], anomenat super claudàtor de Lie o super commutador, satisfà
- {\displaystyle [x,y]=-(-1)^{|x||y|}[y,x]}
- {\displaystyle (-1)^{|z||x|}[x,[y,z]]+(-1)^{|x||y|}[y,[z,x]]+(-1)^{|y||z|}[z,[x,y]]=0}

on x, y i z són purs en la Z₂-graduació. Aquí, |x| denota el grau de x (0 o 1).
Les super àlgebres de Lie són una generalització natural de les àlgebres de Lie normals per incloure una Z₂-graduació. De fet, les condicions esmentades al superclaudàtor són exactament les mateixes que en el claudàtor normal de Lie amb les modificacions fetes per la graduació. L'última condició de vegades s'anomena super identitat de Jacobi.
La subàlgebra parella d'una super àlgebra de Lie forma una àlgebra de Lie (normal), ja que tots els signes desapareixen, i el superclaudàtor es redueix a un claudàtor normal de Lie.